# Gymnopilus fulvellus
Gymnopilus fulvellus là một loài nấm thuộc họ Cortinariaceae.